# Estado Novo (Portugal)
Der Begriff Estado Novo (portugiesisch für Neuer Staat), auch Salazarismus genannt (salazarismo), war die Selbstbezeichnung der von António de Oliveira Salazar gegründeten „ständestaatlich“ orientierten autoritären Diktatur in Portugal zwischen Anfang der 1930er Jahre und 1974.
Am 28. Mai 1926 putschte sich General Gomes da Costa an die Macht; damit endete die Erste Republik. Der Übergang von der Militärdiktatur in den Estado Novo war fließend. Mehrere Daten wurden als dessen Beginn genannt: der 28. Mai 1930, als Salazar, damals noch Finanzminister, in einer Grundsatzrede erstmals vom Estado Novo sprach, der 5. Juli 1932, als Salazar zum Ministerpräsidenten ernannt wurde, und der 11. April 1933, als die neue Verfassung des Estado Novo in Kraft trat.
Erstmals erwähnt wurde der Estado Novo in zwei Reden Salazars am 28. Mai und 30. Juni 1930. Die 1933 von Salazar diktierte neue Verfassung schuf den Estado Novo. Sie sah einen alle sieben Jahre direkt gewählten Präsidenten sowie einen vom Präsidenten ernannten Ministerpräsidenten vor. Nachdem das Parlament jahrelang überhaupt keine Rolle gespielt hatte, beschränkte die neue Verfassung das Wahlrecht für Analphabeten, die nur wählen durften, wenn sie einen bestimmten Mindestbetrag an Steuern zahlten. Das Wahlrecht für Frauen, das 1931 eingeführt worden war, war an eine höhere Bildung gebunden. Ein Sitz im Parlament, der Assembleia Nacional, war nur für Mitglieder der einzig zugelassenen Partei, der Nationalen Union (União Nacional, UN), zugänglich. Andere Parteien wurden verboten; oppositionelle Kräfte wurden von der 1933 gegründeten geheimen Staatspolizei (PIDE) verfolgt.
Der Estado Novo war vorwiegend das Werk Salazars und nicht das einer breiteren politischen Bewegung. Salazars Politik im Estado Novo war bestimmt durch die Verfolgung politischer Gegner und den Ausgleich der unterschiedlichen Interessengruppen der das Regime stützenden Machtpole: der katholischen Kirche, des Militärs, der Wirtschaft, der Großgrundbesitzer und der Kolonien. Als strenggläubiger Katholik stärkte Salazar die katholische Kirche in Portugal – auch durch ein 1940 mit dem Heiligen Stuhl geschlossenes Konkordat. Dieses führte den Religionsunterricht an staatlichen Schulen wieder ein. Die Kirche wurde zu einer wichtigen Säule des Estado Novo, auch wenn sie in den letzten Jahren der Diktatur eine kritischere Position einnahm, vor allem in Gestalt des Bischofs von Porto, António Ferreira Gomes (1906–1989).
Die ausbrechenden Unabhängigkeitskriege in den portugiesischen Kolonien in Afrika (in Angola 1959 bis 1964 und 1972 bis 1973) führten zu einer zunehmenden Unzufriedenheit der Bevölkerung und des Militärs. Eine teilweise linksgerichtete Bewegung des Militärs (Movimento das Forças Armadas – MFA) erhob sich in der Nelkenrevolution am 25. April 1974 und stürzte das Regime unter Salazars Nachfolger Marcelo Caetano, womit der Estado Novo endete.
Die Nelkenrevolution verdankt ihren Namen den roten Nelken, die vielen aufständischen Soldaten in die Gewehrläufe gesteckt wurden. Vier Menschen starben, als regimetreue Truppen auf unbewaffnete Demonstranten schossen.
Die Griechische Militärdiktatur endete wenig später (23. Juli 1974), und auch der spanische Franquismus endete, als Franco im Oktober 1975 mehrere Herzinfarkte erlitt und vier Wochen später starb.

## Vorgeschichte und das Ende der ersten portugiesischen Republik
Im Jahr 1926 war die erste Republik in Portugal bereits in politischer Agonie. Die verfassungsmäßige Ordnung wurde durch einen Putsch am 31. März 1926 beendet; der letzte demokratisch gewählte Präsident, Bernardino Machado, verließ fluchtartig das Land. Eine Militärjunta ergriff die Macht, in der Hauptmann Mendes Cabeçadas (noch von Präsident Machado als Nachfolger eingesetzt) und General Gomes da Costa (Führer der aufständischen Militärs) die wichtigsten Rollen spielten. Mendes Cabeçadas übernahm den Posten des Staatspräsidenten und Regierungschefs. In seine Regierung berief er Salazar als Finanzminister; dieser stieg zum Führer des Estado Novo auf.
Die neue Militärjunta, in der mit Mendes Cabeçada ein Anhänger der Republik und mit Gomes da Costa ein Gegner derselben vereint war, hielt nur eine Woche. Am 6. Juni 1926 marschierte General Gomes da Costa mit seinen Truppen in Lissabon ein. Mendes Cabeçada weigerte sich, die Bevölkerung von Lissabon zu bewaffnen, weil er ein Blutbad und die Zerstörung großer Teile der Stadt befürchtete. So hatte das republikanische Lager den Truppen von Gomes da Costa nichts entgegenzusetzen. Am 17. Juni 1926 löste dieser die Militärjunta auf, setzte Mendes Cabeçada als Präsidenten und Premierminister ab und übernahm selbst beide Posten. Zwei Tage später ging Mendes Cabeçada ins Exil. Salazar gehörte der neuen Regierung nicht mehr an und zog sich nach Coimbra zurück. Die Verfassung wurde jetzt auch offiziell suspendiert, die Kommunistische Partei verboten. Aus der Armee wurde allerdings bald Kritik an Gomes da Costa laut. An einem Treffen mit hohen Armeefunktionären am 6. Juli 1926 verlangten diese eine Einschränkung der Machtfülle des Generals. Dieser weigerte sich, wurde als Präsident abgesetzt, verhaftet und schließlich auf die Azoren verbannt. Am 9. Juli 1926 wurde General Óscar Fragoso Carmona zu seinem Nachfolger bestimmt. Die Wahl fiel auch deshalb auf ihn, weil er keiner der Fraktionen in den Streitkräften angehörte.

## Konsolidierung der Militärdiktatur und wachsender Einfluss Salazars
Die Republikaner versuchten Anfang 1927 vergeblich, die alten Zustände wiederherzustellen. In Paris hatte sich unter den Exilierten eine Oppositionsgruppe, die Pariser Liga, gebildet, deren prominentestes Mitglied Ex-Präsident Machado war. In Porto und Lissabon kam es zu Aufständen von Teilen der Armee. Die Aufständischen wurden von der Pariser Liga unterstützt; der Aufstand brach kurze Zeit später zusammen. Hauptmann de Passos e Sousa führte die Regierungstruppen gegen die Aufständischen. Im Laufe des Jahres 1927 war de Passos e Sousa kurzzeitig einer der wichtigsten Mitarbeiter von Präsident Carmona. Carmona versuchte in dieser Zeit, eine konservative Partei zu gründen, die die Regimepartei der neuen Ordnung werden sollte. De Passos e Sousa wurde mit der Parteigründung beauftragt. Er schloss zunächst einen „politischen Pakt“ mit Aufständischen und Oppositionsführern und löste dann mehrere Armeeeinheiten auf. Carmona berief de Passos e Sousa auf den von ihm neu geschaffenen Posten eines Stellvertretenden Ministerpräsidenten. Einen Tag später putschten Armeeangehörige in Opposition zu de Passos e Sousa. Präsident Carmona schaffte daraufhin den Posten des Stellvertretenden Ministerpräsidenten wieder ab und ernannte eine neue Regierung unter Vicente de Freitas, einem Gegner des nunmehr gescheiterten politischen Paktes. Carmona erließ ein allgemeines Parteienverbot und verbot die wichtigste Gewerkschaftsbewegung.
Wichtigste politische Frage der ersten Jahre der Militärdiktatur waren die zerrütteten Staatsfinanzen. Finanzminister General Sinel de Cordes, der für das Haushaltsjahr 1927 ein Defizit von 600 Millionen Escudos verwaltete, versuchte, für Portugal einen Kredit beim Völkerbund zu erhalten. Ivens Ferraz, der de Cordes als portugiesischer Chefunterhändler beim Völkerbund ablöste, erreichte die Zustimmung des Völkerbunds zu diesem Darlehen. Dessen Gewährung war aber an Bedingungen geknüpft, die viele Portugiesen als Einschränkung der nationalen Souveränität und als Beleidigung des Landes empfanden. Als Ferraz die Bedingungen ablehnte und der Kredit daran scheiterte, wurde er in Lissabon wie ein Held empfangen. Auch Salazar gehörte zu den scharfen Kritikern des Darlehensprojekts. Carmona ließ am 25. März 1928 eine Präsidentschaftswahl durchführen (seine Herrschaft hatte ja bis dahin keine demokratische Legitimation). Anders als in der suspendierten Verfassung vorgesehen wurde er nicht vom inzwischen aufgelösten Parlament gewählt, sondern (wie vor ihm Sidónio Pais) per nationalem Referendum und ohne Gegenkandidaten.
Entscheidende politische Figur wurde immer mehr Salazar, der am 27. April 1928 erneut zum Finanzminister berufen wurde. Als solchem gelang ihm innerhalb kurzer Zeit das „Wunder“, die portugiesischen Staatsfinanzen zu sanieren. Er hatte sich dafür vom Staatspräsidenten besondere Vollmachten geben lassen. Der Schlüssel zum Erfolg der Salazarschen Haushaltskonsolidierung war ein starker Staat, der Steuererhöhungen bei einem gleichzeitigen Zurückfahren der Staatsausgaben durchsetzen konnte. So wurde der Finanzminister schnell zur mächtigsten Person in der Regierung, vor dem Regierungschef. Neben der erfolgreichen Konsolidierung des Staatshaushaltes, der in Portugal vorher traditionell überschuldet gewesen war, zeigten sich allmählich die negativen Auswirkungen von Salazars Wirtschafts- und Finanzpolitik. Das Zurückfahren der Staatsausgaben, auch in so wichtigen Bereichen wie der Sozial- und Bildungspolitik, führte dazu, dass Portugal in seiner Ausgangslage verharrte und eines der ärmsten und rückständigsten Länder Westeuropas blieb. Andererseits hatte Salazar gerade in den landwirtschaftlich geprägten Armutsgebieten des Nordens, wo die Analphabetenrate für europäische Verhältnisse ausgesprochen hoch war, seine treuesten Anhänger. 1929 trat Ministerpräsident de Freitas zurück, Ivens Ferraz wurde sein Nachfolger. Salazar blieb Finanzminister. Dem Einfluss Salazars war es auch zu verdanken, dass sich das Verhältnis zur katholischen Kirche entspannte, besonders als Manuel Gonçalves Cerejeira, ein enger persönlicher Freund Salazars, im Dezember 1929 zum Kardinal-Patriarchen von Lissabon ernannt wurde. 1940 wurde mit dem Vatikan ein neues Konkordat geschlossen, in dem dieser die in der Republik erfolgte Trennung von Staat und Kirche ausdrücklich anerkannte.
Auch später, als Salazar bereits die Regierung führte, behielt er den Habitus eines Universitätsprofessors; er belehrte das Kabinett und sein Land in Ansprachen, die Universitätsvorlesungen glichen. Privat führte er ein asketisches Leben; er war nie verheiratet und hatte keine Kinder. Salazar hatte wenig Charisma, was ihn von den anderen faschistischen Diktatoren in Europa, besonders von Mussolini unterschied. In Portugal wurde er respektiert, aber nicht geliebt.
Als im Januar 1930 Salazar wegen Kritik an seiner Finanzpolitik hinsichtlich der Kolonien kurzzeitig zurücktrat, wurde sein bisheriger Einfluss offensichtlich. Der Rücktritt Salazars zog den Fall der Regierung Ferraz nach sich. Präsident Carmona beauftragte De Passos e Souza mit der Regierungsbildung. Salazar machte deutlich, dass er nicht gewillt war, in eine von de Passos e Souza geführte Regierung einzutreten. Dies reichte, um eine Regierungsbildung von de Passos e Souza unmöglich zu machen. Ministerpräsident wurde so nicht er, sondern Domingues Oliveira; Salazar trat erneut als Finanzminister in die Regierung ein.
Regierungsdekrete dieser Zeit zeigten die Richtung des neuen Staates. So konnte verhaftet werden, wer während des Abspielens der Nationalhymne nicht aufstand. Ein Dekret verbot, auf Speisekarten und in der Werbung nicht-portugiesische Wörter zu verwenden. Ebenfalls per Dekret wurde die Beschäftigung von Ausländern verboten, solange es portugiesische oder in Portugal lebende brasilianische Arbeitslose gab.
Die Pressezensur wurde verschärft.

Flagge der Nationalen Union

Salazar nutzte die Zeit von 1930 bis 1932 dazu, planmäßig seinen Ständestaat aufzubauen. So kündigte er bereits Ende Juni 1930 an, eine neue Regierungspartei, die Nationale Union (União Nacional, UN) zu schaffen, die am 17. Mai 1931 offiziell gegründet wurde. In zwei Grundsatzreden machte Salazar seine Pläne bekannt. In einer ersten Rede, am 28. Mai 1930, sprach er zum ersten Mal von der Notwendigkeit einer neuen Verfassung, durch die eine starke autoritäre politische Ordnung geschaffen werden sollte, die er in seiner Rede Estado Novo („der neue Staat“) nannte. In einer zweiten Rede am 30. Juni 1930 gab er seine Bereitschaft zu erkennen, diesen Staat zu schaffen. Gegen diese Pläne bildete sich einiger Widerstand. General Sousa Dias putschte mit einigen Truppenteilen in Madeira. Der Aufstand breitete sich auch auf den Azoren und Kapverdischen Inseln aus, schlug aber fehl, als den Aufständischen die Munition ausging. Gegen die Verfassungspläne Salazars formierte sich die Republikanisch-Sozialistische Allianz, die besonders linksstehende Teile des portugiesischen Militärs anzog. Auch Mendes Cabeçadas unterstützte diese Gruppe; Präsident Carmona empfing ihre Vertreter im Präsidentenpalast. Als am 26. August 1931 Militäreinheiten in Lissabon meuterten, schlug Salazar zurück. Es gelang ihm, den Aufstand in einem Tag niederzuschlagen. Per Dekret wurden die Aufständischen als Kommunisten gebrandmarkt. Ebenfalls per Regierungsdekret wurden die Grundlagen des Ständestaates geschaffen. Im Dezember 1931 wurde ein „Nationaler Politischer Rat“ geschaffen, der den Präsidenten in politischen Fragen „beraten“ sollte. De facto wurden damit die Machtbefugnisse von Präsident Carmona zugunsten der Regierung und damit Salazars eingeschränkt. Damit war auch das Militär auf die Linie von Salazar gebracht. Die Regierung von Ministerpräsident Oliveira trat geschlossen zurück; im Juli 1932 wurde Salazar auch offiziell Ministerpräsident.

## Salazar als Ministerpräsident, Aufbau des Ständestaates und Zweiter Weltkrieg
Im Januar 1933 errichtete Salazar die politische Geheimpolizei (PVDE, siehe PIDE), die zur wichtigsten Stütze seiner Herrschaft und zu einem bedeutenden Unterdrückungsinstrument werden sollte. Sein Vorgänger Vicente de Freitas wurde als Bürgermeister von Lissabon abgesetzt.
Salazar ließ ein Referendum über die neue Verfassung abhalten, die daraufhin in Kraft trat. Die Verfassung, maßgeblich von Salazar beeinflusst, orientierte sich stark am faschistischen Italien. Danach sollte der Präsident direkt vom Volk für einen Zeitraum von sieben Jahren gewählt werden. Der Präsident ernannte den Ministerpräsidenten; dieser war dem Präsidenten verantwortlich. Das Einparteiensystem wurde eingeführt, womit die Nationale Union fortan die einzige zugelassene Partei war. Die faschistische Gewerkschaftsbewegung, die versucht hatte, Salazar in Richtung Faschismus zu drängen, wurde gleichgeschaltet und in Salazars Nationaler Union eingegliedert. Die nur aus Abgeordneten der Nationalen Union bestehende Nationalversammlung bekam das Recht, Gesetzgebungsverfahren einzuleiten, sofern dadurch keine zusätzlichen Staatsausgaben verursacht wurden. So wurde durch das Nationale Arbeitsgesetz das Streikrecht aufgehoben und die freien Gewerkschaften verboten. Ein sich dagegen richtender Generalstreik im Januar 1934 brach bald zusammen. Arbeitnehmer und Arbeitgeber wurden ebenfalls nach italienischem Vorbild in einem gemeinsamen korporativen System organisiert, deren politische Vertreter zusammen mit anderen Berufskorporationen in der Korporationskammer, der zweiten Kammer neben der Nationalversammlung, saßen. Der Umbau Portugals von einer Republik zu einem autoritären Ständestaat nach faschistischem Modell war damit abgeschlossen.
Am 16. Dezember 1934 wurden verfassungsgemäße Wahlen zur Nationalversammlung abgehalten, bei denen erstmals auch Frauen teilnehmen durften. Da Analphabeten nach wie vor davon ausgeschlossen waren und das Wahlrecht an den Nachweis eines gewissen Besitzes geknüpft war, konnten weiterhin nur ca. 20 % der Portugiesen daran teilnehmen. Am Ende gewann die Nationale Union Salazars auf Grund der zuvor durchgeführten Staatsreform haushoch.
1937 überstand Salazar unverletzt ein Bombenattentat. Die Attentäter wurden verhaftet.
In den darauffolgenden Jahren bestimmte die Außenpolitik das Geschehen. 1936 brach der Spanische Bürgerkrieg aus, 1939 der Zweite Weltkrieg. Salazars Sympathien waren auf Seiten von Franco, den Portugal seit 1936 offiziell unterstützte. Innenpolitisch waren die Kommunisten Hauptgegner Salazars, weshalb es ihm außenpolitisch nie gelang, Beziehungen zur Sowjetunion aufzubauen. Die Teilnahme von kommunistischen Freiwilligenbrigaden auf Seiten der demokratischen Regierung während des Spanischen Bürgerkrieges führte Salazar deshalb fast zwangsläufig an die Seite von Franco. Mehr als 20.000 portugiesische Freiwillige kämpften mit Salazars Unterstützung auf Seiten Francos. 1939 wurde schließlich der Bloco Ibérico geschlossen, ein Beistands- und Bündnisvertrag zwischen Portugal und dem franquistischen Spanien.
Hinsichtlich Deutschland war die Politik Salazars abwartend. Im Zweiten Weltkrieg erklärte sich Portugal für neutral, was jedoch nicht den geregelten Handelsverkehr mit sämtlichen Kriegsteilnehmern unterband. Auf Grund des Verkaufs des für die deutsche Kriegswirtschaft lebenswichtigen Wolframs an das Deutsche Reich zwischen 1943 und 1944 verärgerte Portugal Großbritannien, den traditionellen Alliierten des Landes. Großbritannien übte daraufhin Druck auf Präsident Carmona aus, der demonstrativ Kontakte mit oppositionellen, linksstehenden Kräften innerhalb des Militärs suchte. Diese Demonstration verfehlte ihre Wirkung auf Salazar nicht, die deutschlandfreundliche Politik wurde beendet, die diplomatischen Beziehungen mit dem Deutschen Reich 1944 abgebrochen, dem Vereinigten Königreich und auch den USA die Einrichtung von Militärbasen auf den strategisch wichtigen Azoren erlaubt. Großbritannien und die USA garantierten darauf die portugiesische Neutralität. Zwar schätzte Salazar weiterhin das faschistische Italien unter Benito Mussolini und auch Spaniens General Francisco Franco, beurteilte Hitler jedoch deutlich negativer. Als überzeugter Katholik verabscheute er besonders die antikirchlichen, ja zum Teil sogar neu-heidnischen Aspekte der nationalsozialistischen Politik (z. B. „Wiederbelebung der germanischen Religion“ durch Himmler u. ä.). Als die Fragen der Loyalität Portugals im Zweiten Weltkrieg zur Zufriedenheit der Alliierten und auch Präsident Carmonas geregelt worden waren, brachen dessen Kontakte mit der Opposition schnell wieder ab.
1936 wurde auf den Kapverdischen Inseln das Konzentrationslager Campo do Tarrafal errichtet. Bis 1954 waren rund 340 Oppositionelle dort inhaftiert. Durch unmenschliche Haftbedingungen, vorenthaltene medizinische Behandlung, Mangelernährung und Folter starben 32 davon.
Portugal war als neutrales Land nur indirekt vom Krieg betroffen. Die Kolonie Portugiesisch-Timor, die zuerst von alliierten Truppen aus Australien und den Niederlanden, später von den Japanern besetzt wurde, war das einzige Territorium Portugals, auf dem während des Krieges direkte Kampfhandlungen stattfanden (Schlacht um Timor). Das portugiesische Macau geriet 1943 per Protektoratsbeschluss unter japanische Kontrolle.

## Ende des Zweiten Weltkrieges, Beginn des Kolonialkonflikts
1946 wurde das Frauenwahlrecht eingeführt. 1946 und 1947 kam es erneut zu zwei militärischen Verschwörungen gegen die Regierung Salazar, die aber beide von der Regierung niedergeschlagen werden konnten. Die Aufständischen behaupteten später im Gerichtsverfahren, von Präsident Carmona zu ihrem Handeln ermuntert worden zu sein, die wirkliche Rolle des Präsidenten wurde jedoch nie aufgeklärt. Im Januar 1946 bat Präsident Carmona in einem Memorandum an die Regierung den Ministerpräsidenten Salazar, er möge die Vorschläge des Präsidenten, die auf eine vorsichtige Demokratisierung hinzielten, „studieren“. In der Tat kam es in der Nachkriegszeit zu einer vorsichtigen Liberalisierung, das Einparteiensystem wurde etwas geöffnet, auch wenn das Parlament weiterhin von der Nationalen Union monopolisiert wurde. Bei den Präsidentenwahlen 1949 konnte zum ersten Mal ein Oppositionskandidat, General Norton de Matos, aufgestellt werden. Salazar lockerte zudem die Zensur und dekretierte für einige politische Gefangene eine Amnestie. Die Opposition bildete daraufhin die Bewegung der demokratischen Einheit (MUD – Movimento de Unidade Democrática). Diese Bewegung vereinte alle Gegner Salazars, von Demokraten über Faschisten bis Kommunisten.
Carmona hatte sich zwischenzeitlich mit Salazar ausgesöhnt und erhielt deshalb bei den Wahlen die Unterstützung der Nationalen Union. Nach weiteren Manipulationen der Regierung zog General de Matos am Vorabend der Wahl seine Kandidatur unter Protest zurück und erklärte, allein seine Kandidatur würde die Farce einer von der Regierung durchgeführten freien Wahl in den Augen der Weltöffentlichkeit legitimieren. So wurde Carmona erneut ohne Gegenkandidat zum Präsidenten gewählt. Ebenfalls 1949 trat Portugal als Gründungsmitglied der NATO bei, verließ also den bisherigen außenpolitischen Kurs der Neutralität. Im Jahr 1951 wurden die portugiesischen Kolonien zu Überseeprovinzen, also zu integralen Bestandteilen des Mutterlandes, erklärt. Größere politische Autonomie für die Kolonialgebiete war damit allerdings nicht verbunden.
Im Jahre 1951 verstarb Präsident Carmona im Amt und wurde unter großem Pomp im Nationalen Pantheon in Lissabon beerdigt. Bei den nächsten Präsidentschaftswahlen war Francisco Craveiro Lopes Kandidat der Regierung und der Nationalen Union. Gegen ihn stellte die Opposition zwei Kandidaten auf, Rui Luís Gomes für die Kommunisten und Admiral Quintão Meireles für die demokratische Opposition. Gomes wurde vom obersten Wahlgericht für nicht wählbar erklärt, aufgrund von neuen Bestimmungen, die erst kurz vorher von der Regierung verabschiedet worden waren. Offensichtlich auf Druck der Regierung zog Meireles seine Kandidatur zurück, so dass auch Craveiro Lopes ohne Gegenkandidat gewählt wurde.
Die Jahre 1953 bis 1958 sahen auch die ersten Anfänge bei den Dekolonialisierungsbemühungen der afrikanischen Kolonien, die später in den für Portugal so ruinösen Kolonialkrieg münden sollten. 1954 wurde die UPNA, die Union der nordangolanischen Völker, im Exil in Belgisch-Kongo gegründet. Im nächsten Jahr folgte dann die PAIGC (Partido Africano para a Independência da Guiné e Cabo Verde, Afrikanische Partei für die Unabhängigkeit von Guinea und Kapverden), die Befreiungsbewegung von Portugiesisch-Guinea und der Kapverdischen Inseln. Die PAIGC, deren Gründer und erster Vorsitzender der 1973 in Conakry ermordete Amílcar Cabral war, wurde später zu einer der mächtigsten Befreiungsbewegungen innerhalb des portugiesischen Kolonialreichs und zur ersten, die die Unabhängigkeit einer portugiesischen Kolonie vom Mutterland erkämpfte. 1958 wurde die Republik Guinea (Conakry) unter Ahmed Sékou Touré als erste französische Kolonie in Französisch-Westafrika unabhängig. Die guineische Unabhängigkeit hatte Vorbildfunktion für das benachbarte Portugiesisch-Guinea (heute Guinea-Bissau) und führte auch dort zu einem Anwachsen der antikolonialen Stimmung.
Erst 1955 trat Portugal den Vereinten Nationen bei. Bis zu diesem Zeitpunkt hatte die Sowjetunion einen Beitritt des Landes verhindert.

## Humberto Delgado und die Präsidentschaftswahlen von 1958
Die Präsidentschaftswahlen 1958 wurden zu einer ersten wirklichen Bewährungsprobe für die Regierung. Präsident Craveiro Lopes hatte sich immer mehr von Salazar ab- und der Opposition zugewandt. Die Opposition selbst hatte mit General Humberto Delgado zum ersten Mal einen erfolgversprechenden Kandidaten. Delgado, ein Offizier der Luftwaffe, war einer der putschenden Soldaten des Jahres 1926 gewesen. Während des Zweiten Weltkrieges war er portugiesischer Verhandlungsführer bei den Verhandlungen mit Briten und Amerikanern über die Zulassung alliierter Basen auf den Azoren. Der Kontakt mit den alliierten Offizieren prägte Delgado. Er hatte hier zum ersten Mal Kontakt mit Offizieren der westlichen Demokratien, die unpolitisch ihre Arbeit taten, ohne die demokratische Entwicklung ihres Landes stören zu wollen. Diese Haltung wurde daraufhin zu einer Art Vorbild für Delgado. Bei den Wahlen von 1958 unterstützte Delgado ursprünglich eine Wiederwahl des Präsidenten Craveiro Lopes. Als allerdings klar wurde, dass dieser sich mangels Unterstützung der Regierung nicht zur Wahl stellen würde, und die Nationale Union Américo Tomás zu ihrem Kandidaten kürte, entschloss sich Delgado als Gegenkandidat aufzutreten. Ein weiterer Gegenkandidat, Arlindo Vincente, aufgestellt von der Kommunistischen Partei, zog seine Kandidatur zugunsten Delgados zurück.
Delgado widerstand allem Druck der Regierung, seine Kandidatur vor den Wahlen zurückzuziehen, so dass die Portugiesen 1958 zum ersten Mal seit dem Putsch von 1926 wieder zwischen zwei Kandidaten wählen konnten. Delgado machte während des Wahlkampfes auch ziemlich deutlich, dass er für den Fall, dass er gewählt werden würde, Salazar als Regierungschef entlassen würde. Die Wahlen des Jahres 1958 können nicht wirklich als frei bezeichnet werden. So verbot z. B. ein Regierungsdekret der Opposition, eigene Wahlbeobachter in die Wahllokale zu entsenden. Nach offiziellen Angaben erhielt Delgado 23 % der abgegebenen Stimmen; nach der Meinung der meisten Beobachter hätte er die Wahlen wohl gewonnen, wenn es sich um wirklich freie Wahlen gehandelt hätte. In jedem Fall versetzte diese Wahl Salazar einen solchen Schreck, dass er daraufhin die Verfassung ändern ließ: Der Präsident sollte zukünftig nicht mehr direkt vom Volk gewählt werden, sondern von einem Wahlmännergremium aus 602 Mitgliedern, das aus den Mitgliedern der Nationalversammlung der Kooperationskammern, der Kolonial- und der Kommunalverwaltungen bestehen sollte.
Ein Aufstand gegen die Wahlfälschung wurde von der Regierung schnell unterdrückt. Delgado musste nach den Wahlen um seine eigene Sicherheit fürchten und ging ins spanische Exil.

## Salazars Regierungsstil
Salazar pflegte einen persönlichen Regimentsstil, allerdings ohne den aus anderen faschistischen Staaten bekannten Personenkult. Der Estado Novo war seine Gründung und auf ihn ausgerichtet, hatte sonst keine grundlegende Ideologie. Da Salazar seine Mitbürger als leicht anfällig für politische Demagogie ansah, setzte er auf eine konsequente Entpolitisierung des Landes. Alle politischen Parteien blieben verboten, die Nationale Union, offiziell keine Partei, sondern eine bürgerliche Vereinigung, sollte das Land ruhig halten und verführte ihre Anhänger deshalb eher zu Apathie als zu politischen Diskussionen. Zwar führte Salazar eine Reihe von Massendemonstrationen durch, hatte eine Jugendorganisation (Mocidade Portuguesa), eine paramilitärische Miliz (Legião Portuguesa), einen eigenen Gruß, und andere von faschistischen Staaten übernommene Äußerlichkeiten. Im Grundsatz versuchte er aber gerade nicht, das Volk zu politisieren, sein Staat wurde oft mit dem Schlagwort „Fado, Fátima e Futebol“ (also sinngemäß Musik, Religion und Sport) beschrieben, die das Volk ruhigstellen sollten. Politik in den Salazar-Jahren beschränkte sich auf das Austarieren des Einflusses der verschiedenen Gruppen, deren Unterstützung die Regierung benötigte – das Militär, Unternehmertum und Handel, Landbesitzer, Kolonialinteressen und die Kirche.
Auch gegenüber der katholischen Kirche verhielt sich Salazar ambivalent. Er, der in seiner Jugend ja selbst ein katholisches Priesterseminar besucht hatte, nannte die Kirche zwar „die große Quelle unseres nationalen Lebens“, und er hatte durch das Konkordat die Beziehungen zum Vatikan normalisiert. Andererseits versuchte er jedoch konsequent, den Einfluss der Kirche auf die staatliche Politik zu beschränken. Ansonsten versuchte er vor allem, die großen Wunden innerhalb der Gesellschaft zu heilen, die der Kampf zwischen Kirche und Antiklerikalisten während der ersten Republik geschlagen hatte.

## Der portugiesische Kolonialkrieg und das Ende der Herrschaft Salazars

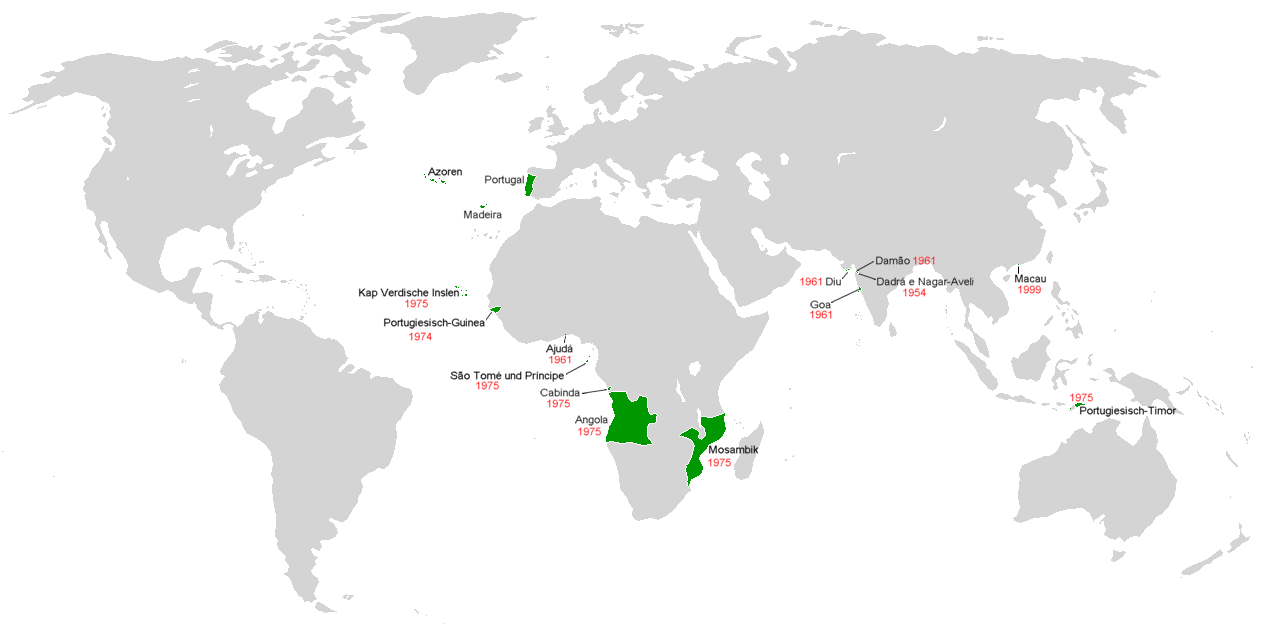
Portugiesische Kolonien 1916–1974 (Jahr der Unabhängigkeit in Rot)

Nach den Wahlen von 1958 begannen die Kolonialkriege sowie zunehmende innenpolitische Schwierigkeiten in Portugal. Im Juni 1960 gründete Mário Pinto de Andrade in Conakry (Republik Guinea) die MPLA, die kommunistische Befreiungsbewegung Angolas. Die Generalversammlung der Vereinten Nationen verabschiedete eine Resolution (Nr. 1514) mit dem Verbot jeglichen Kolonialbesitzes und der Aufforderung an die Kolonialmächte, unverzüglich die Einsetzung von einheimischen Regierungen in den Kolonialgebieten anzutreten. Den portugiesischen Hinweis, bei seinen afrikanischen Gebieten handele es sich nicht um Kolonien, sondern um Überseeprovinzen, konterten die Vereinten Nationen mit einer neuen Resolution, in der aller portugiesischer Besitz außerhalb Europas zu Kolonien erklärt wird. Von portugiesischer Seite wurde den USA Doppelzüngigkeit vorgeworfen, da sie nach ihren Maßstäben gemessen, ebenso Alaska hätten aufgeben müssen.
In Mosambik kam es 1960 zum Massaker von Mueda, als portugiesische Truppen auf Afrikaner schossen, die gegen die Heranziehung zu Zwangsarbeit protestierten. Dabei starben ca. 500 Menschen. 1961 verlor Portugal seine indischen Kolonien Goa, Damão und Diu, als diese von der indischen Armee handstreichartig besetzt wurden. In Goa standen 3000 schlecht ausgerüstete portugiesische Soldaten einer indischen Übermacht von 30.000 Mann gegenüber. Die Portugiesen leisteten deshalb dem indischen Einmarsch kaum Widerstand. Salazar hatte allerdings seiner Armee befohlen, Goa auf alle Fälle zu halten, und bestrafte die Armee nach dem Fall von Goa mit der Degradierung einiger Offiziere. Da in der Armee durchaus bekannt war, wie aussichtslos die militärische Situation für Portugal in Goa gewesen war, führten diese als ungerecht empfundenen Maßnahmen zu Kritik und Unzufriedenheit in der Armee.

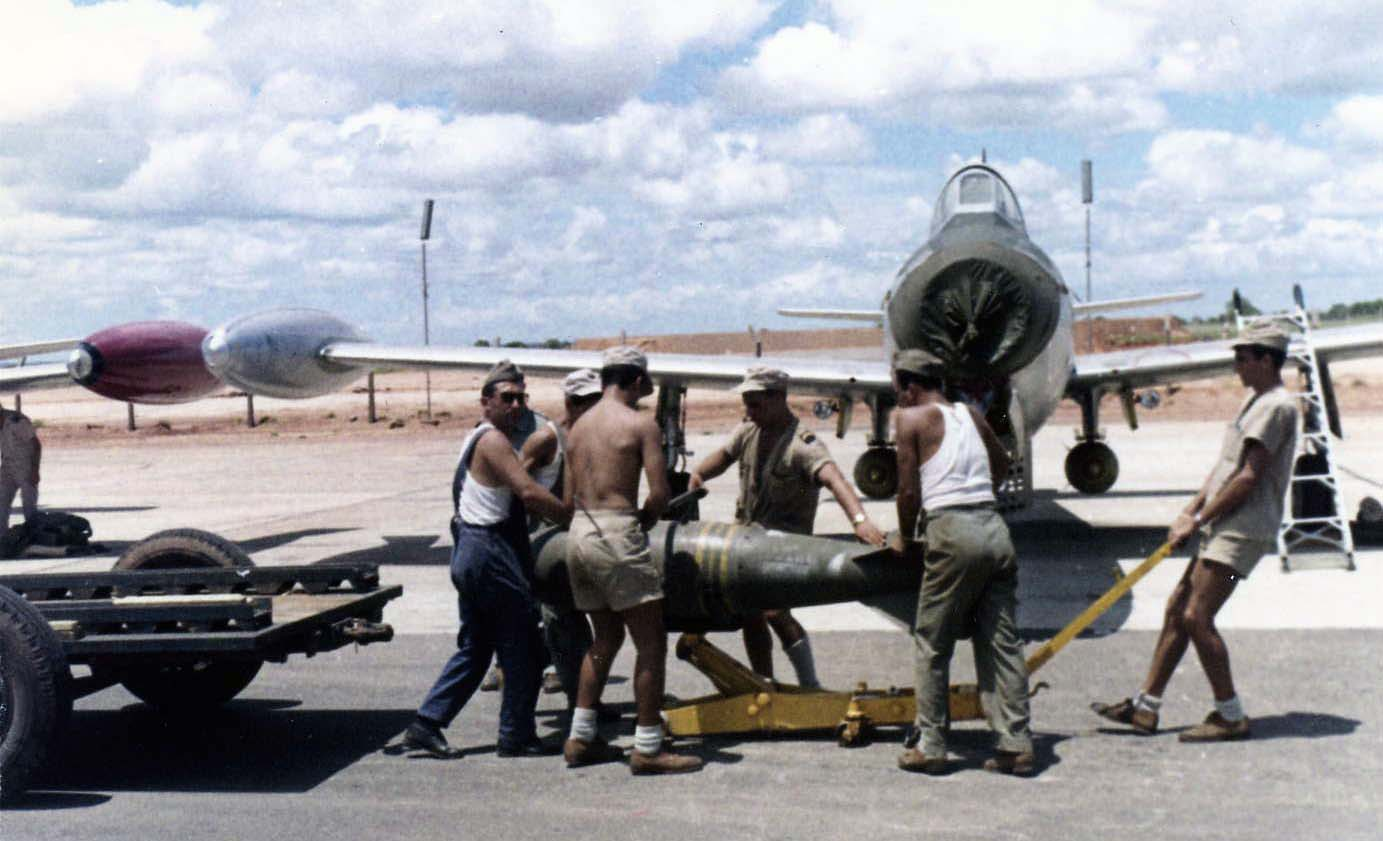
Portugiesische Soldaten in den 1960er Jahren in Luanda

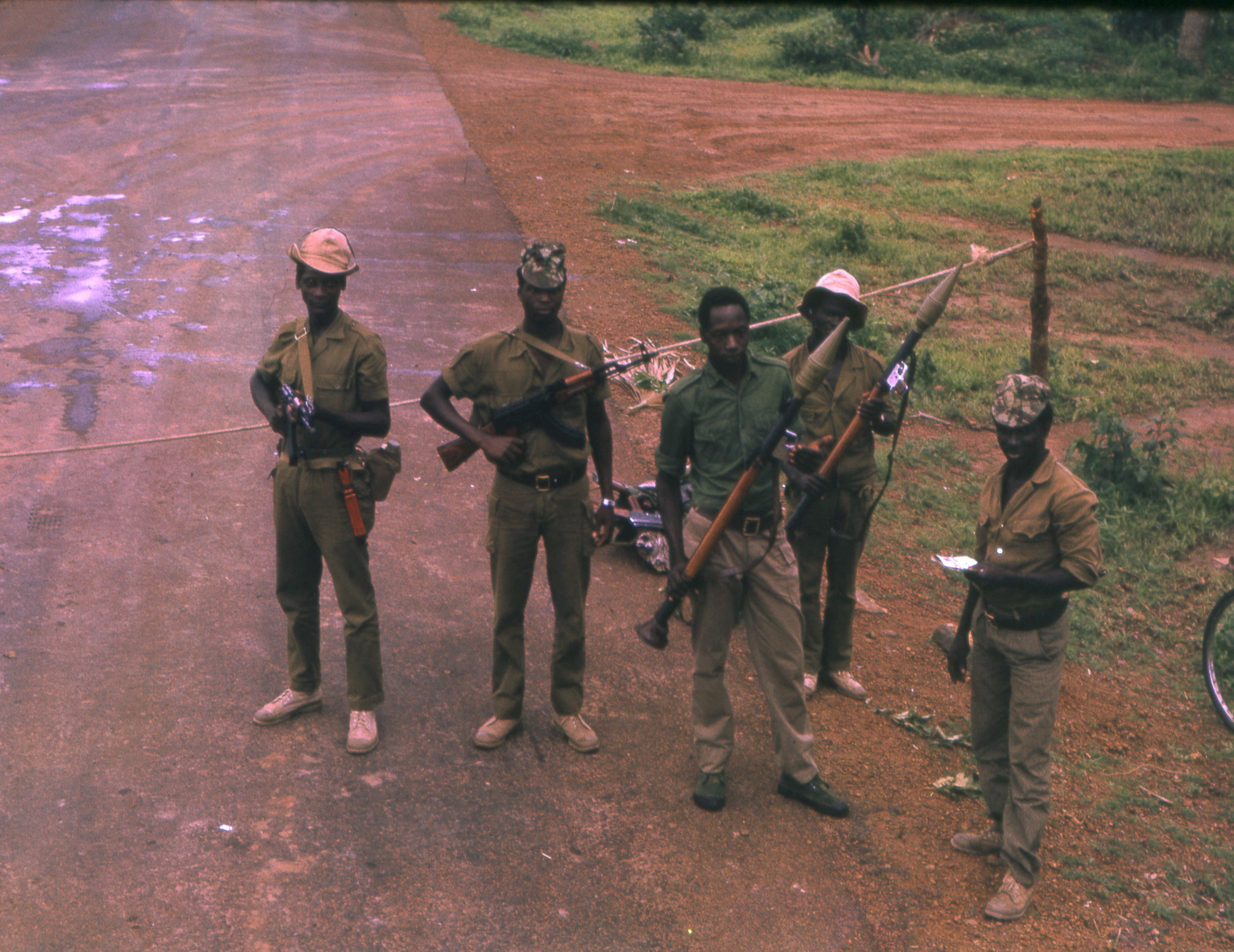
Kontrollposten der PAIGC 1974

Im gleichen Jahr begann der Kampf gegen die portugiesische Kolonialmacht in Angola. Im Norden des Landes wurden bei Aufständen mehr als 800 Europäer, zumeist Zivilisten, massakriert. Die Portugiesen bombardierten daraufhin den Norden des Landes, was zu Tausenden von Opfern unter der Zivilbevölkerung führte. Die Generalversammlung der Vereinten Nationen forderte die Unabhängigkeit Angolas, die Situation dort war auch Thema eines Gesprächs des amerikanischen Präsidenten Kennedy mit seinem französischen Amtskollegen de Gaulle. Angola wurde auf die Tagesordnung des Sicherheitsrates der Vereinten Nationen gesetzt, dort zeichnete sich eine allgemeine antiportugiesische Stimmung ab. Salazar warf daraufhin den USA vor, Aufstände in Angola zu unterstützen, und verlegte frische Truppen aus Portugal in das Gebiet. Schließlich verurteilten sowohl der Sicherheitsrat der Vereinten Nationen als auch die NATO das portugiesische Vorgehen in Angola.
Regimekritiker unter der Führung von Henrique Galvão entführten das Passagierschiff Santa Maria und ein Flugzeug der TAP, mit dem sie über Lissabon Flugblätter abwarfen, in denen zum Aufstand gegen die Regierung aufgerufen wurde. Eine Reihe von Offizieren unter der Führung von Verteidigungsminister Botelho Moniz versuchten, Salazar zu stürzen, scheiterten aber. Auch Präsident Craveiro Lopes soll den gescheiterten Putsch angeblich unterstützt haben. Ein Aufstand demokratischer Militärs im Jahr 1962 (Angriff auf die Kasernen in Beja), an dem auch Humberto Delgado teilnahm, scheiterte ebenfalls. Nach dem Scheitern des Putsches verließ Delgado das Land wieder.
1961 begann die PAIGC mit ihrem Aufstand in Guinea-Bissau, nachdem Amílcar Cabral in einem offenen Brief an die portugiesische Regierung die Unabhängigkeit Guinea-Bissaus gefordert hatte. Zwei angolanische Befreiungsbewegungen vereinigten sich zur FNLA (Nationale Front für die Befreiung Angolas), die eine in Leopoldville (heute Kinshasa) residierende Exilregierung gründet. Agostinho Neto wurde Vorsitzender der MPLA, in Mosambik wurde von Eduardo Mondlane die FRELIMO gegründet. Auch in der angolanischen Enklave Cabinda begann der Kolonialkrieg. In Guinea-Bissau griff die PAIGC eine Kaserne in Tite an. Die 1963 gegründete OAU rief als eine ihrer ersten Handlungen ihre Mitglieder auf, die diplomatischen Beziehungen zu Portugal abzubrechen.
1964 begannen schließlich auch in Mosambik antiportugiesische Guerilla-Kämpfe mit einem Angriff der FRELIMO auf die Kaserne in Mueda. Der PAIGC gelang es, die Insel Como von portugiesischen Soldaten zu befreien. Für die Nordprovinzen Mosambiks wurde der Ausnahmezustand ausgerufen. Die FNLA wurde von der OAU als einzige Vertreterin des angolanischen Volkes anerkannt, eine Entscheidung, die später (1968) zugunsten der MPLA revidiert wurde. Die PAIGC hielt im Dezember 1964 ihren ersten Parteitag in Conakry ab.
1964 kam es zu Protesten der Universitätsstudenten gegen Salazar und zu Streiks. Bei den Wahlen 1965 wurde Präsident Tomás, nunmehr nach dem neuen Verfahren durch ein handverlesenes Wahlmännergremium und ohne Gegenkandidaten, wiedergewählt. Wohl auch, um eine neue Kandidatur Humberto Delgados zu verhindern, wurde dieser von der portugiesischen Geheimpolizei PIDE ermordet, die Leiche wurde in der spanischen Grenzstadt Badajoz gefunden.
Besonders in den unteren Rängen des Militärs und unter den Soldaten wuchs die Unzufriedenheit mit dem nicht zu gewinnenden Kolonialkrieg. Wehrpflichtige wurden zu einem Zweijahresdienst eingezogen, waren während dieser Zeit in den Kolonien eingesetzt. Die Trennung von ihren Familien führte zu großer Unzufriedenheit. Fahnenflucht war deshalb häufig, viele portugiesische Wehrpflichtige zogen die Flucht ins Ausland dem Eintritt in die Armee vor. Die portugiesische Militärakademie hatte bereits 1958 ihre Zugangsbestimmungen gelockert, da sie sonst nicht mehr genug Anwärter auf eine Offizierskarriere finden konnte. Traditionell waren die Offiziere besonders aus reicheren Familien gekommen, da die Militärakademie hohe Studiengebühren verlangte. Nachdem diese gesenkt wurden, stammten die neuen Kadetten nun zum großen Teil aus dem Kleinbürgertum. Sie waren vielfach Söhne kleiner Handelstreibender, die sich ein Studium an einer regulären Universität nicht leisten konnten. Am Militärdienst interessierte sie besonders die sichere Stelle, verbunden mit dem ruhigen Leben in der Etappe, in einer Garnison auf dem Festland oder in einer der Kolonien, wie es portugiesische Militärs seit Generationen geführt hatten. Stattdessen fanden sie sich nun mitten in einem mit großer Härte geführten militärischen Konflikt wieder. Aus dieser Gruppe desillusionierter Offiziere bildete sich später die MFA, die Trägerin der Revolte der Nelkenrevolution.
In den Kolonien befehligten diese Offiziere oftmals Truppen aus hauptsächlich einheimischen schwarzen Soldaten. So sahen die Offiziere aus erster Hand, wie Teile der weißen portugiesischen Siedler und Großgrundbesitzer die Schwarzen behandelten, die noch bis zum Ende der 1970er Jahre zu Zwangsarbeit herangezogen werden konnten. Ihre Sympathie lag oft eher auf Seiten der Schwarzen. Viele begannen deshalb, bewaffnete Konflikte mit den Befreiungsbewegungen so weit wie möglich zu vermeiden, was natürlich die Kampfkraft der Portugiesen schwächte. Dazu kam auch noch ein Ungleichgewicht in der Bewaffnung. Während die USA und die NATO ein Waffenembargo gegen Portugal verkündet hatten, erhielten die Befreiungsbewegungen von der Sowjetunion und der Volksrepublik China modernste Waffen und Ausrüstung.
Die Konflikte in Afrika weiteten sich derweilen aus. Während alle anderen europäischen Kolonialmächte ihre Kolonien nach und nach in die Unabhängigkeit entließen, weigerte sich Portugal standhaft, diese Option überhaupt nur zu diskutieren. Das Land geriet darüber zunehmend in die Isolation, sowohl gegenüber den jetzt selbständigen Staaten, die an die portugiesischen Territorien in Afrika angrenzten, als auch gegenüber den anderen europäischen Kolonialmächten. 1966 wurde die portugiesische Botschaft in Kinshasa von aufgebrachten Afrikanern gestürmt, Zaire brach daraufhin die diplomatischen Beziehungen mit Portugal ab. In Angola gründete Jonas Savimbi die UNITA, die dritte große angolanische Befreiungsbewegung. Da auch die UNITA sofort den bewaffneten Kampf gegen die Portugiesen aufnahm, brach der Kolonialkrieg jetzt auch im bis dahin noch ruhigen Osten Angolas aus.
Im Jahr 1968 wurde Mário Soares, der in der Zeit nach der Diktatur als Ministerpräsident und Staatspräsident eine herausragende Rolle spielen sollte, wegen seiner Opposition gegen Salazar nach São Tomé deportiert.
Am 7. September 1968 erlitt Ministerpräsident Salazar einen Schlaganfall. Er überlebte zwar, jedoch war klar, dass er nicht mehr regierungsfähig war. Er wurde daraufhin von Präsident Tomás abgesetzt, Marcelo Caetano wurde zu seinem Nachfolger berufen.
Im Krankenhaus wurde Salazar zunächst weiter im Glauben gelassen, er regiere das Land, ja es wurden sogar gespielte Kabinettssitzungen abgehalten, um Salazar glauben zu machen, er sei noch Ministerpräsident. Zu seinem Nachfolger Caetano gefragt, antwortete der ehemalige Diktator: „Ein fähiger Mann, nur schade, dass er nicht in die Politik gehen möchte“. Zu diesem Zeitpunkt war Caetano bereits Ministerpräsident.

## Die Regierung Caetano und das Ende des Estado Novo

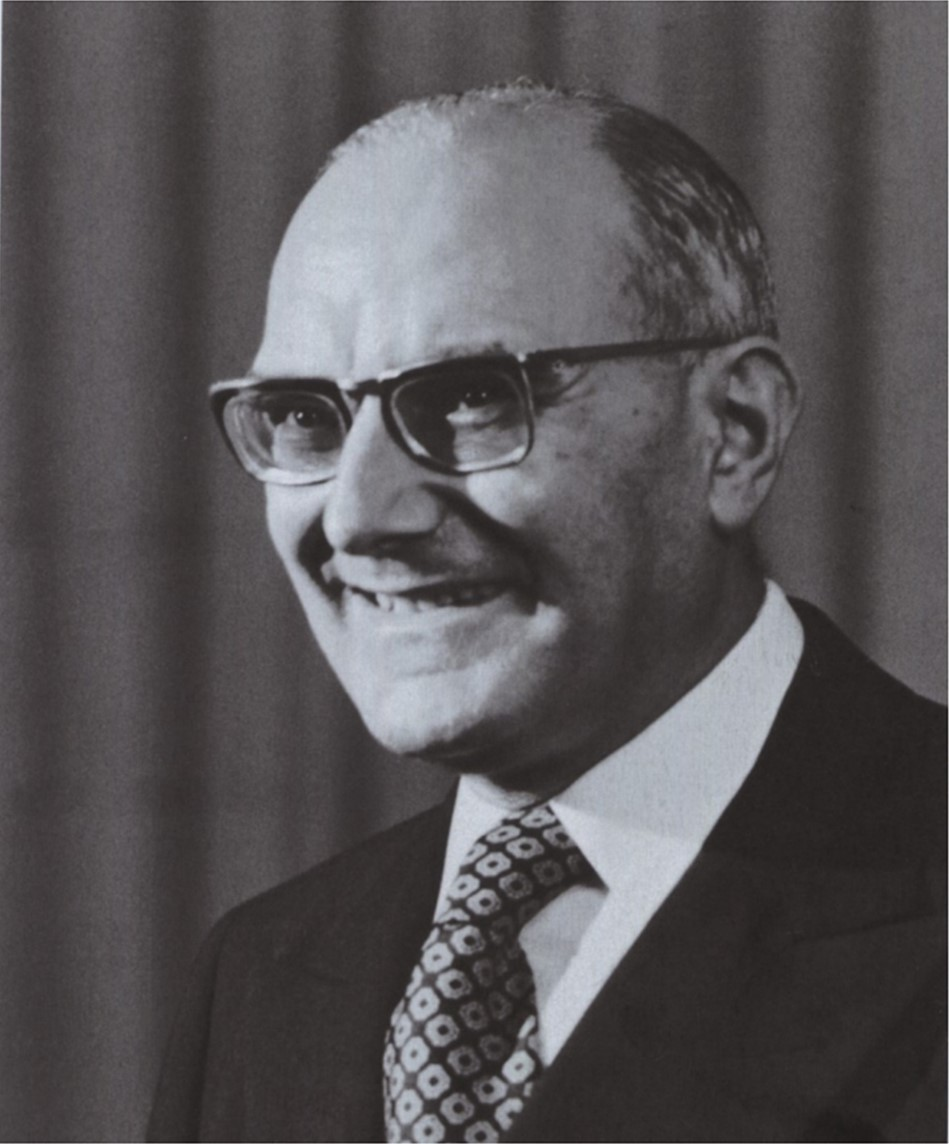
Salazars Nachfolger Marcelo Caetano

Als eine seiner ersten Verlautbarungen verkündete Caetano, die Kolonialpolitik, das größte Problem des portugiesischen Staates, nicht zu ändern. Die Kolonialkriege gingen deshalb mit unverminderter Härte weiter und brachten den portugiesischen Staat in immer größere Schwierigkeiten. Der Militärdienst wurde auf drei, dann auf vier Jahre ausgedehnt. Die hohen Ausgaben für das Militär trieben die Inflation in die Höhe. Caetano besuchte als erster portugiesischer Ministerpräsident noch im Laufe des Jahres 1969 alle portugiesischen Kolonien in Afrika. In Lourenço Marques (Maputo) deutete er zum ersten Mal an, Portugal sei gewillt, seinen Überseeprovinzen eine „progressive Autonomie“ zu gewähren. Etwa 200 portugiesische Soldaten starben bei einem Unfall, als ein Transportboot sank, das sie über den Sambesi bringen sollte. Der Führer der mosambikanischen FRELIMO, Eduardo Mondlane, wurde in Daressalam durch eine Briefbombe getötet. Die Hintergründe dieser Tat sind nie aufgeklärt worden, die meisten Beobachter verdächtigten die portugiesische Geheimpolizei PIDE/DGS.
Caetano versuchte vorsichtig, den Staat zu reformieren. Viele seiner Reformen waren jedoch nur kosmetischer Natur. So wurde die Einheitspartei, die bisherige Nationalunion, in Acção Nacional Popular (ANP – Nationale Volksaktion) umbenannt. Auch die PIDE erhielt einen neuen Namen: DGS, Direcção Geral de Segurança. Bei den Parlamentswahlen von 1968 gewann die ANP. Allerdings wurden auch eine Reihe von Politikern gewählt, die einen liberaleren Flügel innerhalb der ANP bildeten, gewissermaßen eine Oppositionsgruppe innerhalb des Regimes. Einige dieser Politiker, besonders Sá Carneiro und Pinto Balsemão, sollten später in der dritten Republik noch eine herausragende Rolle spielen. In der Wahlkampagne forderten Oppositionspolitiker auch zum ersten Mal offen ein Ende der Kolonialkriege und eine Entlassung der Überseeprovinzen in die Unabhängigkeit.
Infolge der Liberalisierung wuchsen die radikal demokratischen Bewegungen an. Auch die katholische Kirche in Portugal sprach sich nun zunehmend gegen die Kolonialkriege aus. Papst Paul VI. empfing 1970 die Führer von PAIGC, MPLA und FRELIMO im Vatikan. Der Bischof von Porto wurde wegen seiner Oppositionshaltung zu den Kriegen vor Gericht gestellt. Kritische Geistliche wurden aus Mosambik ausgewiesen. In Guinea-Bissau wurde die Situation auch militärisch unhaltbar. Die Truppen der PAIGC rückten auf die Hauptstadt Bissau vor, von der aus man bereits das Kanonenfeuer der nahen Front sehen konnte. Weite Teile des Landes standen nicht mehr unter der Herrschaft der Armee, sondern als so genannte befreite Zonen unter dem Oberbefehl der PAIGC. Während der Generalversammlung der Vereinten Nationen 1972 wurde eine Rede des portugiesischen Außenministers von den Vertretern der meisten Staaten aus Protest gegen die portugiesische Kolonialpolitik boykottiert. Die UN erkannten die PAIGC als Vertreterin des Volkes von Guinea-Bissau an. MPLA und FRELIMO erhielten Beobachterstatus bei den VN. Eine Resolution der Vollversammlung erklärte den Kampf der Afrikaner gegen die Portugiesen für legitim. Der Entkolonialisierungsausschuss forderte die sofortige Übergabe der Macht an die Befreiungsbewegungen; der Sicherheitsrat der Vereinten Nationen verabschiedete auf einer außerordentlichen Sitzung in Addis Abeba eine Resolution, in der die Befreiungsbewegungen unterstützt wurden. Amílcar Cabral kündigte während der UN-Vollversammlung seinen Plan an, in den befreiten Zonen von Portugiesisch-Guinea einseitig die Unabhängigkeit auszurufen.
Im März 1973 gelang es den Truppen der PAIGC zum ersten Mal, ein portugiesisches Flugzeug abzuschießen. Am 24. September setzte der PAIGC schließlich seinen Plan in die Tat um und erklärte die einseitige Unabhängigkeit von Portugiesisch-Guinea, das seinen Namen in Guinea-Bissau änderte. Von den portugiesischen Truppen begangene Massaker (zum Beispiel November 1971 in Mucumbura, Dezember 1972 in Wiriyamu in Mosambik) brachten zusätzlich die Weltmeinung gegen Portugal auf.

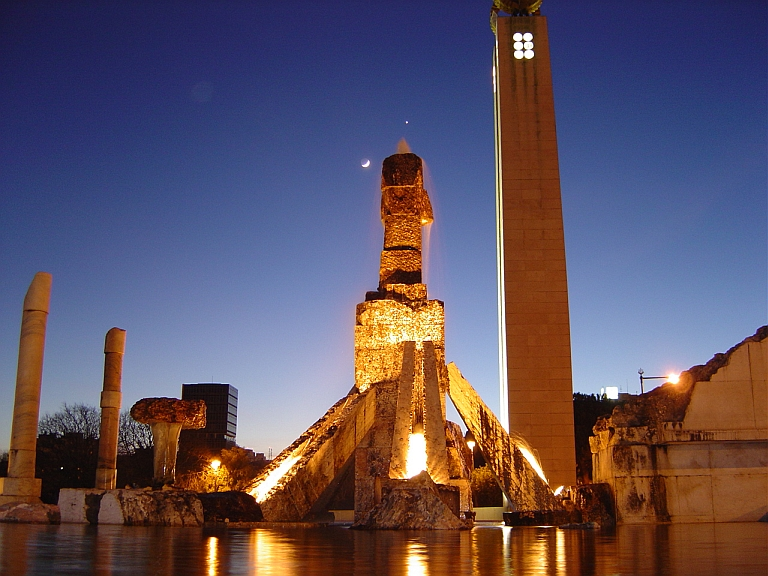
Denkmal für die Nelkenrevolution in Lissabon

In Spanien wurde Francos Ministerpräsident Carrero Blanco am 20. Dezember 1973 Opfer eines Attentats. Caetano begab sich zu den Trauerfeierlichkeiten nach Madrid, seine Abwesenheit von Portugal nutzten ultra-rechte Truppenteile, denen die vorsichtige Demokratisierung Caetanos schon zu weit ging, zu einem Putschversuch, der jedoch niedergeschlagen werden konnte. Einer der Führer dieses Putschversuches war General Kaúlza Oliveira de Arriaga, der bisherige Oberbefehlshaber der portugiesischen Truppen in Mosambik, der sich von dem Putsch und einer neuen Regierung eine Intensivierung der Kämpfe in Afrika versprach. Das Militär war in zwei Gruppen geteilt: Einerseits setzten die Anhänger von General Kaúlza Oliveira de Arriaga auf einen militärischen Sieg in den Kolonialkriegen und stellten deshalb alle Kräfte des Landes der Armee zur Verfügung. Auf der anderen Seite standen die gemäßigten Militärs, geführt von Generalstabschef Costa Gomes und General Spínola, die auf eine Verhandlungslösung setzten. Mit dem Scheitern des Putschversuches von 1973 gewann die letztere Gruppe innerhalb des Militärs die Oberhand. Der Kolonialkrieg beanspruchte unterdessen weiterhin alle Ressourcen des Landes. 1974 hatte Portugal schließlich 140.000 Mann bzw. 80 % seiner gesamten Streitkräfte in Afrika stationiert.
Das Land war reif für eine radikale politische Veränderung. Die Jahre der Caetano-Regierung hatten gezeigt, dass das alte System unfähig war, sich von innen zu reformieren. Die Wirtschaft lag am Boden. Zu den hohen Kosten des Kolonialkrieges kam noch die allgemeine Krise der Weltwirtschaft infolge des ersten Ölschocks 1973. Tony Judt beschrieb die Situation Portugals gegen Ende des Estado Novo so: „Der durchschnittliche Lebensstandard in Salazars Portugal war eher für das kontemporäre Afrika als für das kontinentale Europa charakteristisch: Das jährliche Pro-Kopf-Einkommen betrug 1960 gerade einmal 160 Dollar (verglichen mit beispielsweise 219 Dollar in der Türkei oder 1453 Dollar in den USA). Dafür waren die Reichen wirklich reich, starben die Säuglinge häufiger als in jedem anderen Land Europas und waren 32 Prozent der Bevölkerung Analphabeten. Salazar […] war nicht nur völlig ungerührt von Portugals Rückständigkeit, sondern sah in ihr auch einen Schlüssel zu Stabilität – als man ihm mitteilte, dass man in Portugals angolanischen Besitzungen Öl gefunden habe, war sein einziger Kommentar: ‚Schade.‘“
Zahlreiche junge Portugiesen waren zu dieser Zeit dauerhaft ausgewandert oder als Gastarbeiter in Frankreich, Spanien oder Westdeutschland tätig.
In allen Bereichen der Gesellschaft, besonders auch unter den jüngeren Offizieren des Militärs, wuchs der Wunsch nach politischen Veränderungen und die Einsicht, dass nur ein radikaler Wechsel des politischen Systems diese Veränderungen herbeiführen könne.
Die Nelkenrevolution am 25. April 1974 stürzte das Regime und bedeutete das Ende des Estado novo.